# Bryson Tiller
Bryson Djuan Tiller (Louisville; 2 de enero de 1993), es un cantante, rapero, y compositor estadounidense. Nacido en Louisville, Kentucky, empezó su carrera en 2011, lanzando su debut mixtape titulado Killer Instinct Vol.1 (Instinto De Asesino Vol.1). Tiller inicialmente ganó notable reconocimiento después del lanzamiento de su canción debut, «Don't», que alcanzó su punto máximo situándose en la posición 13 del Billboard Hot 100, también siendo remezclada por muchos otros artistas. El álbum debut de estudio de Tiller, Trapsoul, fue lanzado en octubre del 2015 y alcanzó su punto máximo en la posición 8 de la lista de Billboard 200. En mayo del 2017, Tiller lanzó su segundo álbum de estudio, True to Self, que debutó en el número uno de Billboard 200.

## Primeros años
Bryson Djuan Tiller nació el 2 de enero de 1993, en Louisville, Kentucky. Cuando él tenía cuatro años, su madre murió, y posteriormente fue criado por su abuela. Él tiene cuatro hermanos. Él asistió a la Iroquois High School, donde Tiller comenzó a cantar y rapear a los 15, después de que también cantaba para las chicas de la escuela. Después de que dejó la escuela, él fue a trabajar a Papa John's Pizza y a UPS.

## Carrera

### 2011–15: Inicios de su carrera

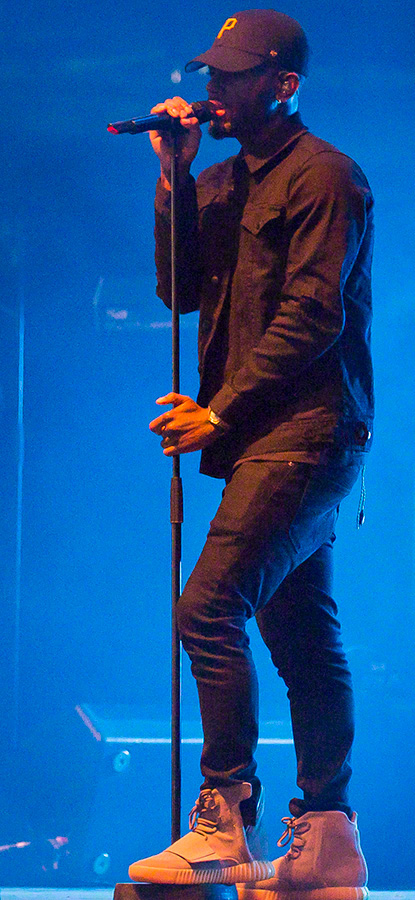
Tiller en una presentación en julio de 2016.

Tiller empezó su carrera musical en 2011, lanzando su mixtape debut Killer Instinct Vol.1, el cual incluye 21 canciones. 
Mientras hablaba sobre el mixtape en una entrevista, dijo; "Si quieren escuchar el crecimiento de mi música, entonces creo que mi primer mixtape definitivamente les mostraría lo lejos que he llegado".
En 2015, Tiller comenzó a recibir atención en internet de personas de la industria musical con su sencillo «Don't», que lanzó inicialmente en su página de SoundCloud. Fue lanzado oficialmente en iTunes en mayo de 2015 y se convirtió en el sencillo principal de su álbum debut. «Don't» obtuvo la posición número 13 en la lista de Billboard Hot 100. Fue remezclado por artistas como K Camp, Mila J, Sevyn Streeter, D.R.A.M. y WSTRN. Estos primeros signos del productor discográfico Timbaland y el rapero canadiense Drake llevaron la atención de grandes sellos para Tiller, y finalmente él eligió firmar una asociación creativa con RCA Records, que se anunció el 25 de agosto de 2015. Se le ofreció a Tiller la oportunidad de firmar con la etiqueta de registro de sonido OVO de Drake, pero rechazó la oferta. En septiembre del 2015, Rolling Stone incluyó "10 nuevos artistas que debes conocer".
El 2 de octubre de 2015, Tiller lanzó su álbum debut de estudio, Trapsoul, que debutó en la posición 11 en el Billboard 200 de Estados Unidos, y luego alcanzó la posición 8. La segunda canción del álbum, «Exchange», Se posicionó en el número 26 en Billboard Hot 100, siendo la segunda canción de Tiller en el top 40 «Sorry not Sorry», que fue lanzada como la tercera canción de Trapsoul, se posicionó en el número 67 en Billboard Hot 100. El álbum se incluyó en varias listas de fin de año de 2015, como Los mejores álbumes del 2015 de Complex, Los 10 álbumes favoritos del 2015 de The Root y Los 24 mejores álbumes del 2015 de PopSugar.

### 2016–2017:True to Self
El 12 de marzo de 2016, el alcalde de Louisville, Greg Fischer, le dio a Tiller la llave de la ciudad y nombró el 12 de marzo como "el día de Bryson Tiller". En mayo del 2016, Tiller debutó en la televisión estadounidense, interpretando «Exchange» en Late Night with Seth Meyers show. El 26 de junio de 2016, actuó en los Premios BET, donde también recibió los premios como Mejor Artista Nuevo y Mejor Artista Masculino de R&B/Pop. En julio del 2016, DJ Khaled lanzó su noveno álbum de estudio, Major Key, que incluye la canción «Ima be Alright» en colaboración de Tiller y el rapero Future. En septiembre del 2016, Tiller también apareció en la canción «First Take» del rapero Travis Scott, por el segundo álbum de estudio de Scott, Birds in the Trap Sing McKnight.
En enero del 2017, Tiller anunció que su segundo álbum de estudio será titualo True to Self. El 12 de abril de 2017, Tiller tuiteó que el trabajo en su segundo álbum, True to Self, se había terminado. El 11 de mayo de 2017, Tiller reveló la portada del álbum, y que True to Self sería lanzado el 23 de junio de 2017. Él también lanzó tres nuevas canciones, tituladas «Honey», «Somethin Tells Me» y «Get Mine», esta última en colaboración con el rapero Young Thug. El 26 de mayo, él lanzó True to Self, un mes antes que la fecha de lanzamiento acordada. El álbum debutó en el número uno en Billboard 200, ganando 107,000 unidades equivalentes de álbum, de las cuales 47,000 fueron ventas de álbumes físicos. Se convirtió en el primer álbum número uno de Tiller en el país.
En junio del 2017, DJ Khaled lanzó «Wild Thougths»" en colaboración con Tiller y la cantante barbadense Rihanna, el cual es la cuarta canción de su décimo álbum de estudio, Grateful. La canción hasta ahora ha alcanzado su punto máximo en la posición dos en Billboard Hot 100, además de alcanzar el número uno en las listas musicales del Reino Unido.

## Influencias

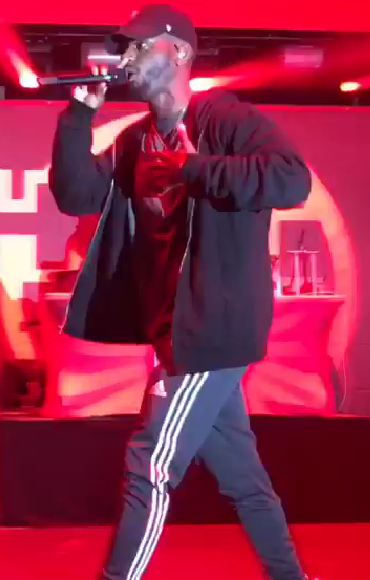
Tiller actuando en el Summer Jam 2016.

Tiller ha citado al cantante estadounidense Omarion como su mayor influencia, diciendo que el cantante y su álbum debut, O, lo inspiraron para empezar a cantar. Sus otras influencias incluyen a R. Kelly, The-Dream, Lil Wayne, Chris Brown y Drake. En adición a esto Tiller enlista a Jazmine Sullivan, Usher, Rihanna, Beyoncé, Jay-Z, The Notorious B.I.G. and Mary J. Blige como impactante para su socialización musical. Las críticas han comprado el estilo de Tiller con el de Jeremih, Drake, PartyNextDoor y Tory Lanez. Tiller dice que su música es "simplemente trap y hip hop influenciado por el R&B, el matrimonio perfecto entre hip hop y R&B." Mientras hablaba sobre no tener ninguna colaboración en Trapsoul, dijo; "Soy raro acerca de las colaboraciones y sobre pedirle a otro artista por una. Odio que me rechacen, por eso realmente no les grito a las chicas de verdad. Así que es difícil para mí acercarme a otros artistas y decir: "Hey, ¿quieres estar en mi canción?" y te rechazan y dicen" Nah." Así que lo haré yo mismo. Si alguien no va a rapear mi canción, voy a rapearla. Si ellos no quieren cantar en mi canción, solo la canto yo mismo ". Tiller dice que rapea algunas de sus canciones porque "hay algunas cosas que puedo decir rapeando que no puedo decir cantando".

## Vida personal
Tiller tiene una hija llamada Harley Tiller, la cual a menudo publica en Instagram. Es un ávido coleccionista de Yu-Gi-Oh!, tarjetas de intercambio y un track racer apasionado. Tiller es un amante de las películas de ciencia ficción. Su inspiración es Kanye West. En una entrevista con Boombox en 2015, Tiller habla de cómo antes de la fama, luchaba y dormía en su automóvil. Él habló de lo verdaderamente bendecido que se siente al despertar en las colinas. En la entrevista, también menciona que le encanta el anime Dragon Ball Z. Tiller se rehúsa a hacer entrevistas en video diciendo que "probablemente nunca" hará una entrevista en vivo. En enero del 2017, él fue incluido en la revista Forbes "30 Under 30", una lista que muestra emprendedores, artistas y celebridades que se han hecho un nombre antes de cumplir los 30 años.
Tiller recientemente también le devolvió a su comunidad al asociarse con Nike para proporcionar un nuevo parque Wyandotte para niños y adolescentes.

## Discografía
- Trapsoul (2015)
- True to Self (2017)
- Aniversary (2020)
- Bryson Tiller (2024)

## Tours
Encabezando
- Trapsoul Tour(2016)
- Set It Off Tour (2017)

Secundario
- Starboy: Legend of the Fall Tour (con The Weeknd 2017)